# The Coffee House
The Coffee House是越南的连锁咖啡店，2014年由阮海宁（Nguyễn Hải Ninh）于胡志明市创立。
截至2018年3月，The Coffee House在越南已开设超过100家门店，日均顾客4万人次。创始人兼CEO阮海宁在2018年称其计划在越南开设700家门店。
The Coffee House在越南已经成为和高原咖啡、共咖啡等连锁品牌齐名的热门咖啡店，在越南较星巴克等外国品牌更受欢迎。2018年，The Coffee House的营收位居越南连锁咖啡店第二名，仅次于高原咖啡，盈利额则排在第四位，次于高原咖啡、星巴克和福隆（Phúc Long）。
2019年，The Coffee House的收入额达到8.63亿越南盾，较去年增长30%。